# Sergio Osmeña
Sergio Osmeña (né le 9 septembre 1878 à Cebu aux Indes orientales espagnoles et mort le 19 octobre 1961 à Quezon City), est un homme d'État. Il est le 4e président des Philippines de 1944 à 1946.